# Egyiptomi mau
Az egyiptomi mau 1940-ben Amerikába került egyiptomi macskafajta. Alkata nem keleti jellegű, hanem valamivel testesebb, zömökebb, izmosabb. Bundája erőteljesen mintázott. Szőrszínek: ezüst, bronz, füstös fekete (a feketét csak tenyésztik, a versenyeken nemkívánatos változat, gyakran nem engedik benevezni).

## Származása
Kairó környékéről származik, ősi és természetes fajta. Azt tartják róla, hogy az óegyiptomi macskaistenek leszármazottja, mivel homlokát a szkarabeuszbogárra emlékeztető rajzolat díszíti. Óegyiptomi nyelven a mau macskát jelent.

## A fajta története

### Az ókori Egyiptomban

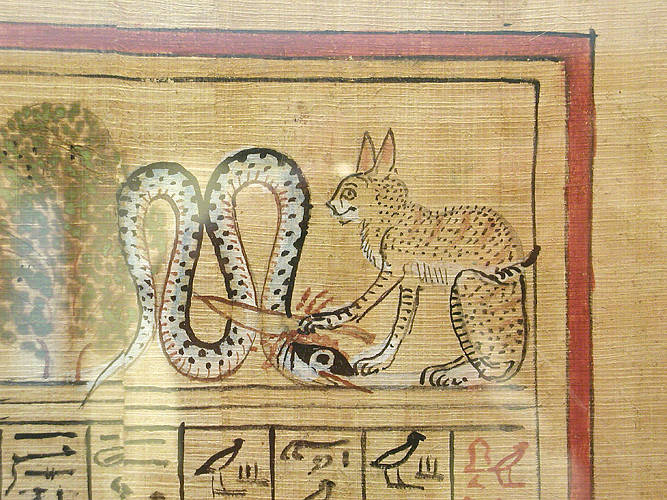
Papiruszrajz

A fajta őse Észak-Afrikában élt, valószínűleg az óegyiptomiak háziasították. Az ókori Egyiptomban sok volt a kártevő, ezért szerették a macskát. A macska szinte családtag volt, istenné is emelkedett Básztet képében. Ha a család macskája meghalt, ugyanúgy gyászolták, mint egy családtagot, a gyász jeléül leborotválták a szemöldöküket. Az egyiptomi feltárások során előkerült (falfestmények, szobrok stb.) is sok hasonlóságot mutatnak a fajtával.

### Behozatala az USA-ba és Európába
Az 1950-es években Nathalie Troubetskoy Egyiptom olaszországi nagykövetétől kapott 3 példányt aki elmondta, hogy a macskák Kairóból származnak. 1955-ben egy római kiállításon mutatta be őket, egy év múlva az Amerikai Egyesült Államokba emigrált és ott hozta létre saját tenyészetét, melynek a Fatima nevet adta. Mivel három macska kevés lett volna a tenyészet megfelelő működéséhez, ezért Kairó utcáiról szedtek be még néhány példányt. 1977-ben jegyezték be, de Európában csak 1993 óta ismerik el. Még mindig egy nagyon ritka fajnak tekinthető, annak ellenére, hogy már Európában is tenyésztik.

## Testfelépítés
Teste fejlett, izmos, csontozata erős. Feje enyhén kerekített és ék alakú, közepesen nagy fülei hegyesek. A szem színe a macska fejlődése során lassan alakul ki, végül élénkzöld színű lesz. Hátsó lábai karcsúak, hosszabbak, mint az elsők. A farok közepesen hosszú, vége felé keskenyedő. A szőrzet tömött, puha, némi fésülést igényel. A test alsó felén a szőr színe világosabb. A mancsok és a talppárnák feketék, az orrtükröt, az ajkakat és a szemeket erős fekete kontúr határolja.

### Fej

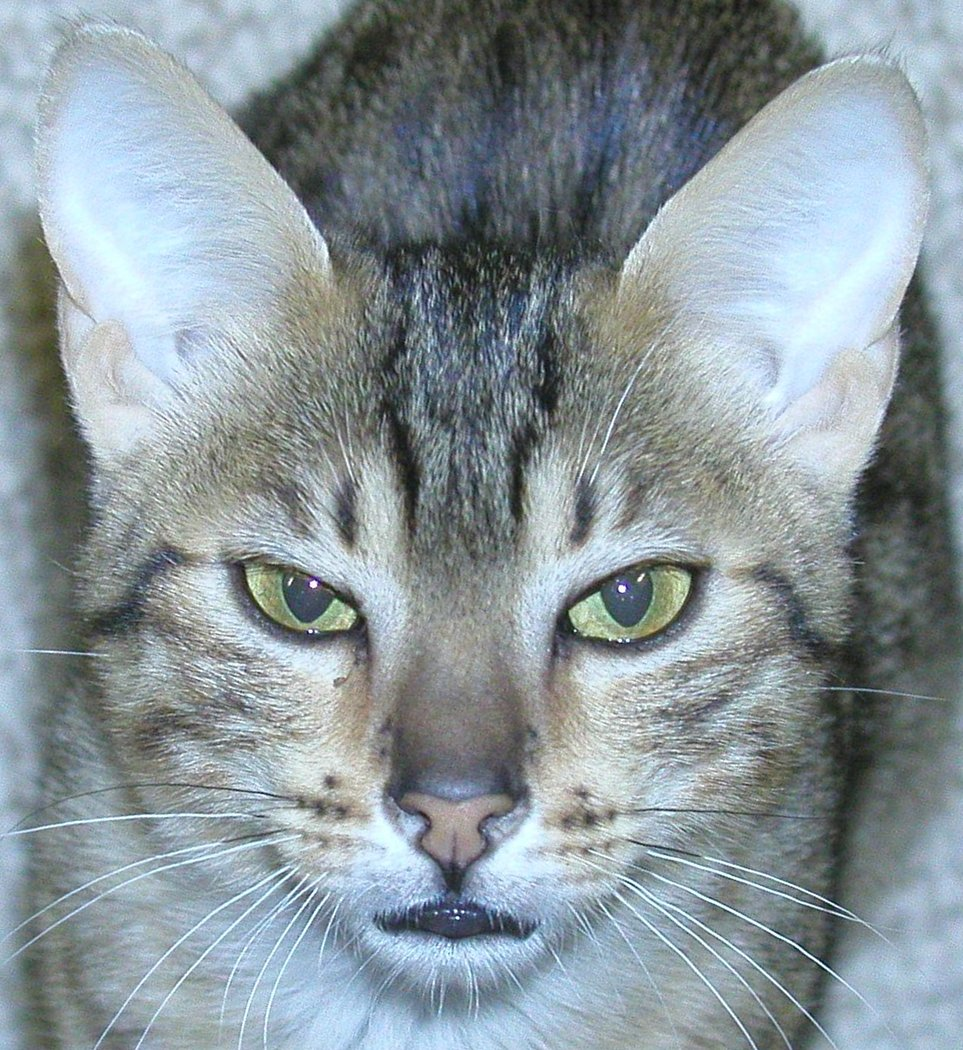
Mauportré

Módosult ék forma, az arc lapos, az orr az orrnyeregtől az orrtükörig egyforma szélességű, közepesen hosszú. A pofa közepes méretű, jól tagolt azaz nem kiugró és nem csapott. A szem mandula alakú és világoszöld színű. A fülek nagyok, égnek meredőek, széles alapúak, egymástól távol helyezkednek el, végük enyhén lekerekített.

### Test

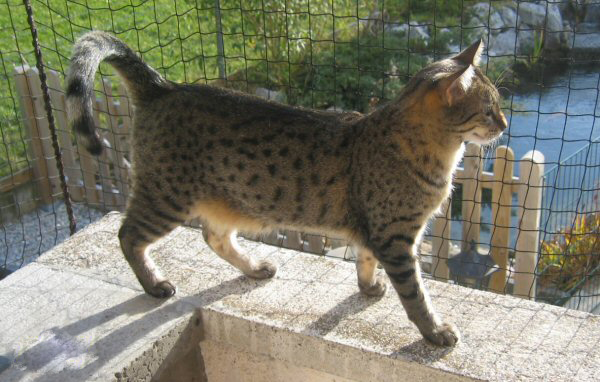
A mau teste

Közepes méretű, enyhén nyúlánk, izmos testű, de karcsú és elegáns. Laza bőr lötyög a hasától a hátsó lábakig. A lábak közepes hosszúságúak, a mancsok kecsesek és enyhén kerekdedek. A farok közepes hosszúságú, az enyhén hegyes, farokvégig elkeskenyedő.

### Szőrzet
Az egyetlen macskafajta, amelyik pöttyös. A szőrzete rövid, dús, rugalmas és selymes.

#### Színváltozatok
- ezüst (ezüst, fekete foltok)
- bronz (barna, fekete foltok)
- fekete-füst
- fekete-ezüst

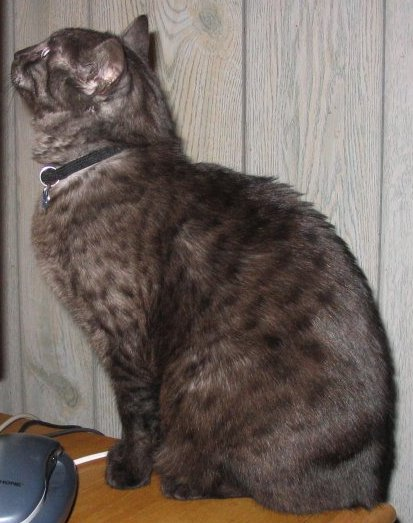
Fekete-füst
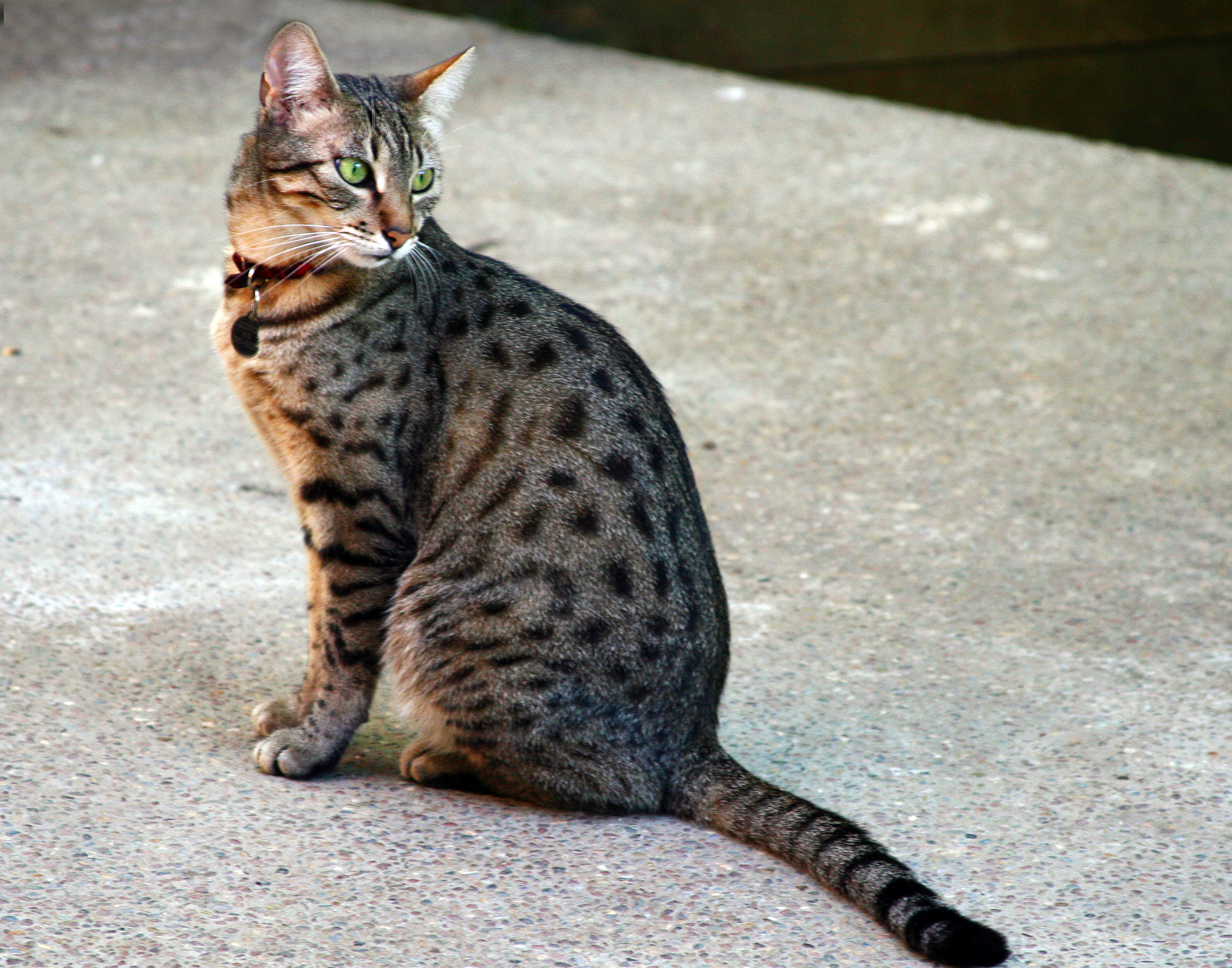
Bronz
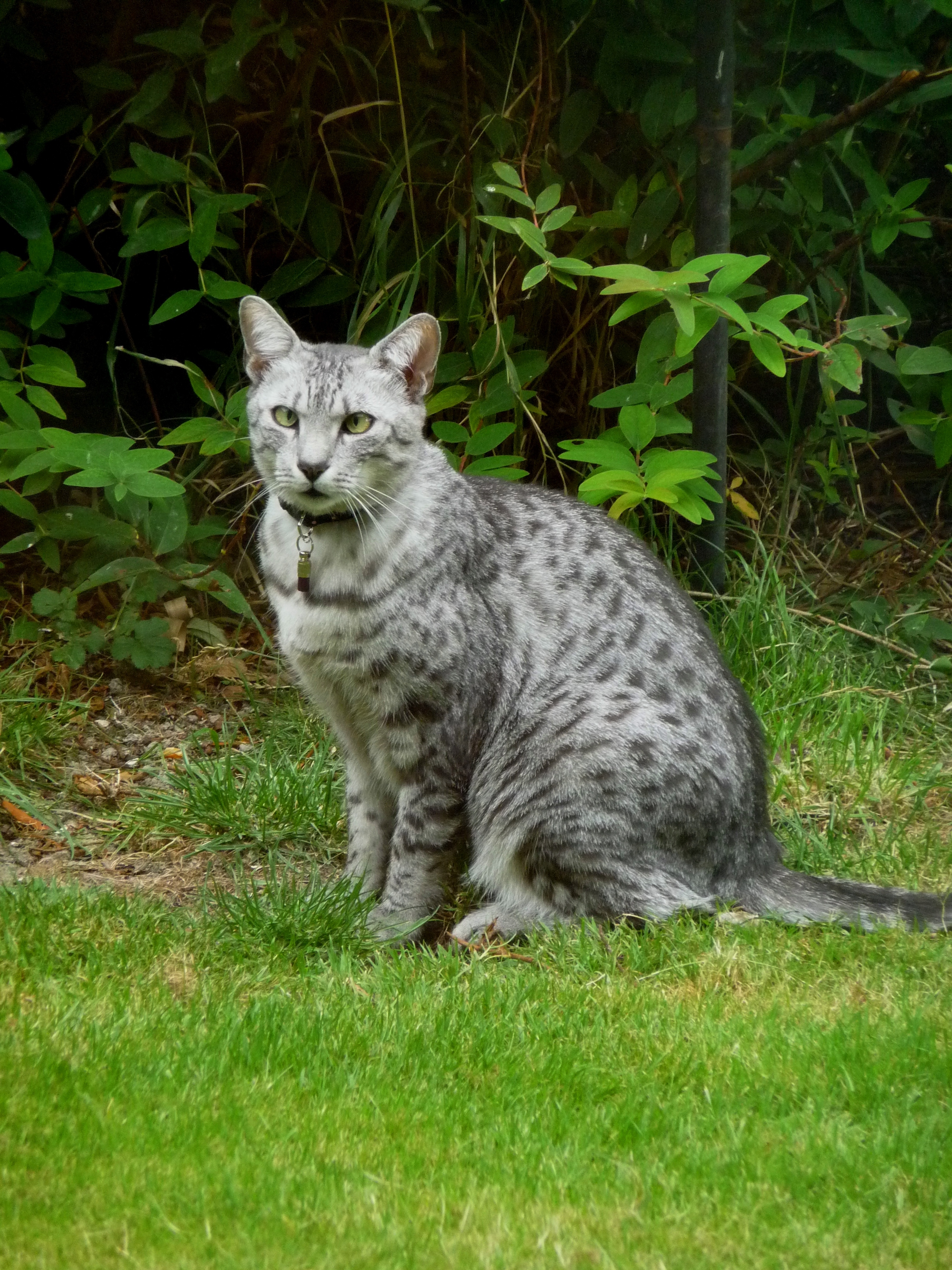
Ezüst
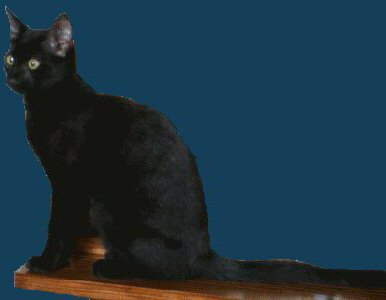
Fekete

## Természete
Kedves, játékos, embert kedvelő, ragaszkodó, barátságos, önálló jellem. Rendkívül intelligens, tanítható, aktív egyéniség. Szereti, ha sok minden történik körülötte. Dallamos hangját gyakran hallatja, szeret „beszélgetni” gazdájával. Egyike azon kevés macskafajtáknak, amelyek élvezik a pórázon sétáltatást.

## Fajtái
- Elfogadott fajták: Abesszin, Balinéz, Birman, Brit rövidszőrű, Egyiptomi mau, Karthauzi, Orosz kék, Perzsa, Sziámi
- Eredeti fajták: Maine Coon, Manx és walesi, Norvég erdei macska, Török van
- Keresztezett fajták: Bengáli, Ragdoll
- Mutáns fajták: Munchkin, Szfinx

## Galéria

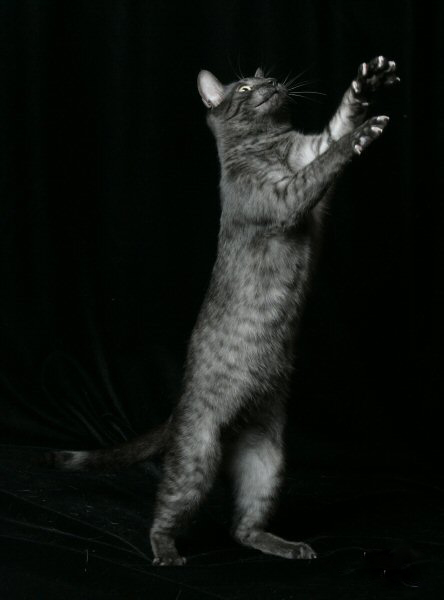
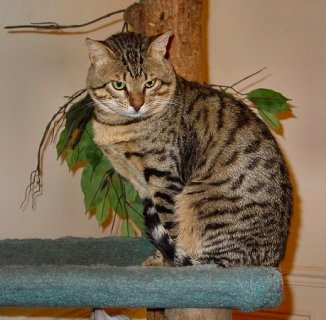
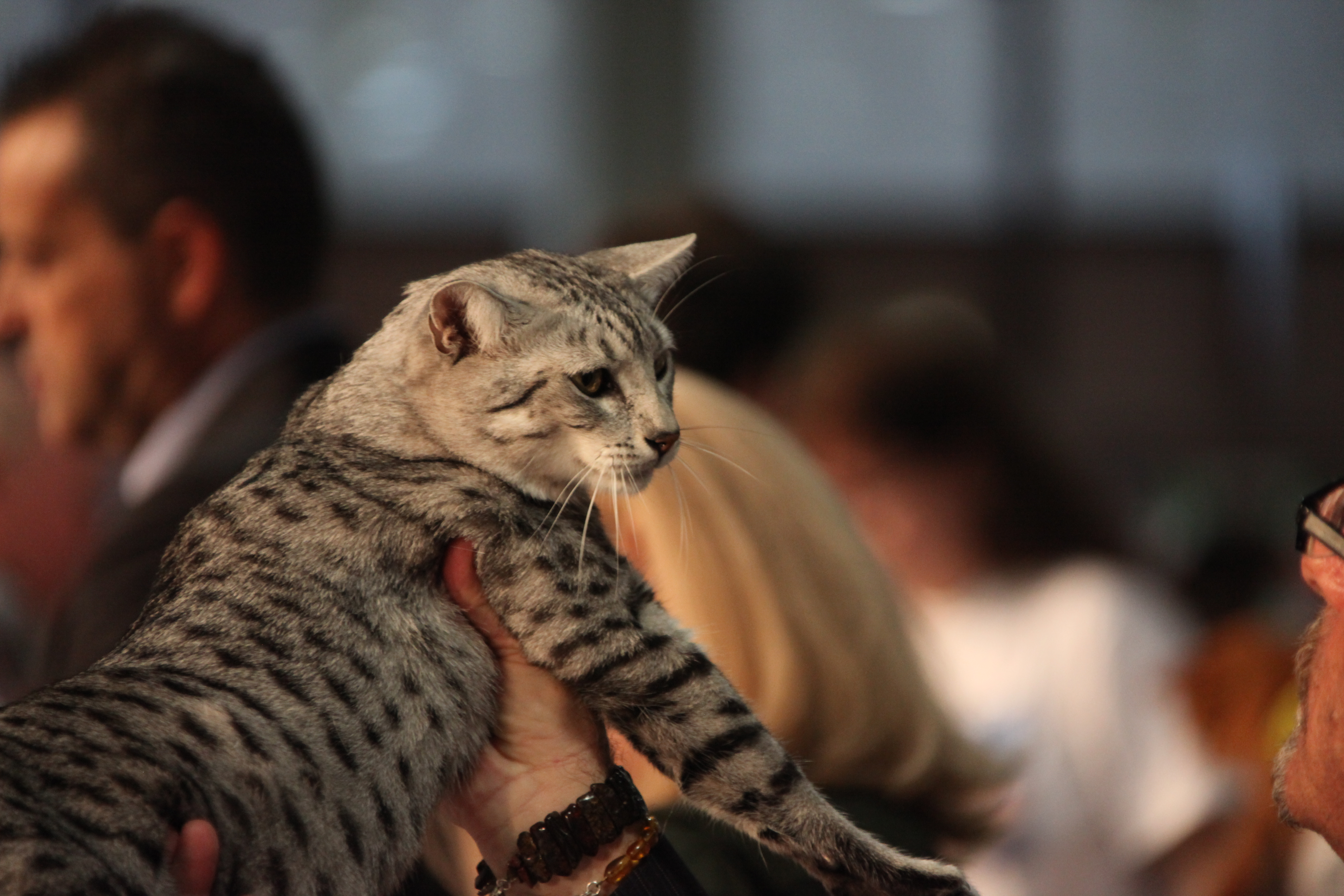
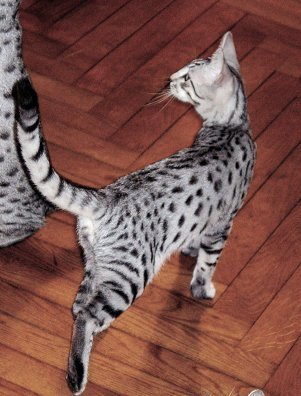

## Fordítás
Ez a szócikk részben vagy egészben  a   Mau_%C3%A9gyptien című francia Wikipédia-szócikk fordításán alapul.  Az eredeti cikk szerkesztőit annak laptörténete sorolja fel. Ez a jelzés csupán a megfogalmazás eredetét és a szerzői jogokat jelzi, nem szolgál a cikkben szereplő információk forrásmegjelöléseként.